# Anathallis
Die Pflanzengattung Anathallis gehört zur Familie der Orchideen (Orchidaceae). Die etwa 170 Pflanzenarten kommen alle in der Neotropis vor. Diese relativ kleinen Pflanzenarten wachsen vorwiegend epiphytisch.

## Beschreibung

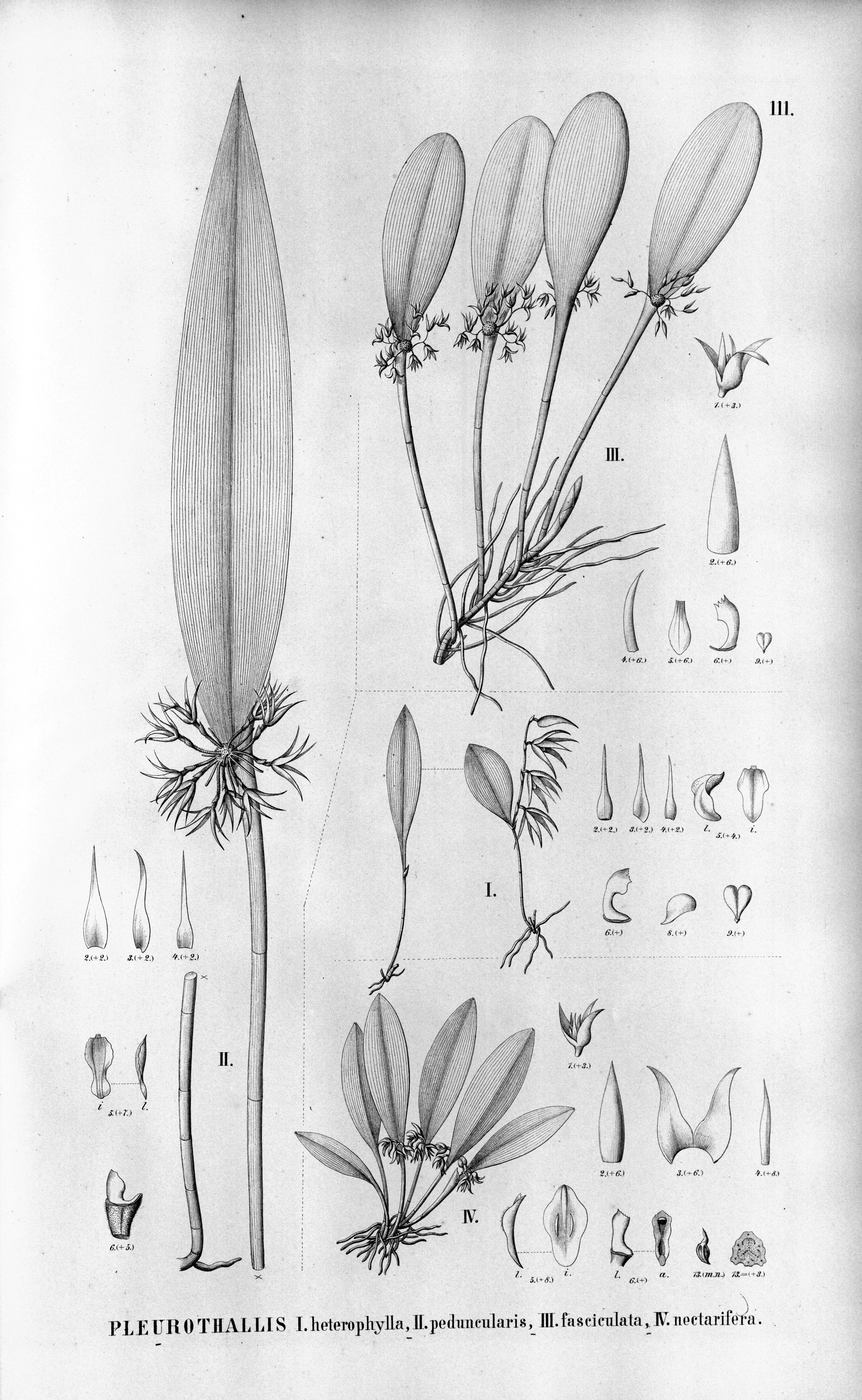
Illustration von: I: Anathallis liparanges (Mitte rechts), II: Myoxanthus exasperatus (links), III: Anathallis obovata (rechts oben), IV: Anathallis nectarifera (Mitte unten)

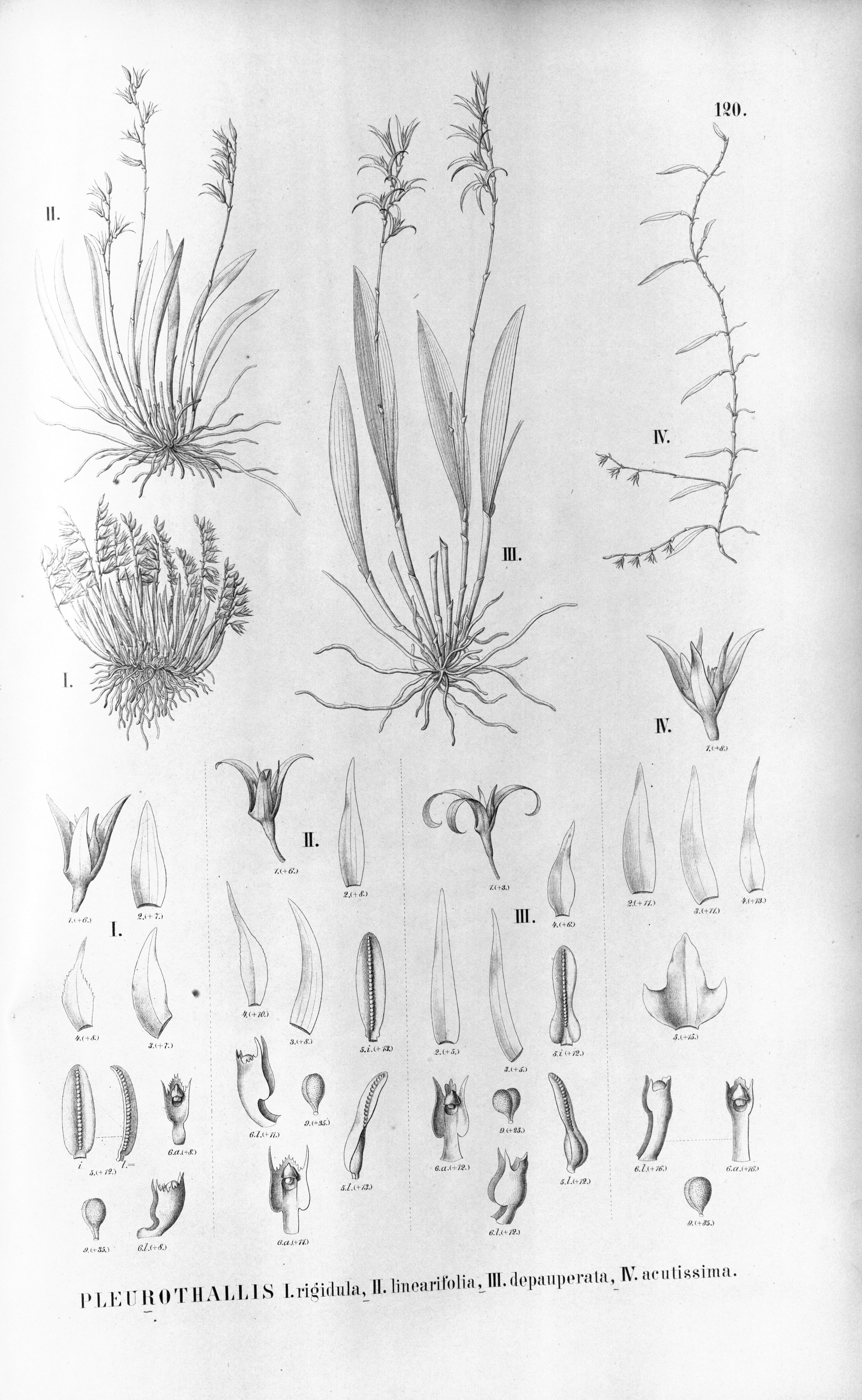
Illustration von: I-III: Anathallis linearifolia (links Mitte, links oben, Mitte oben), IV: Anathallis spiculifera (rechts)

### Vegetative Merkmale
Die Anathallis-Arten wachsen als ausdauernde krautige Pflanzen. Sie bilden an einem kriechenden Rhizom aufrechte, schlanke, von einem bis drei scheidigen Niederblättern umhüllte Sprossachsen. Die Triebe können dicht beieinander stehen oder durch längere Rhizomabschnitte getrennt sein.
Jede Sprossachse trägt ein Laubblätter. Die ledrige Blattspreite ist über einen Blattstiel mit der Sprossachse verbunden; ein Trenngewebe befindet sich im Blattsti
el, so dass ein Rest des Blattstiels (der Annulus) an der Sprossachse verbleibt, wenn das Laubblatt abfällt. Die Blattspreiten sind oval bis lanzettlich und mit zwei- bis dreizelligen Trichomen besetzt.

### Generative Merkmale
Der traubige, manchmal einblütige Blütenstand erscheint endständig, oft aus einer kleinen Blütenscheide. Die resupinierten Blüten sind zwittrig, zygomorph und dreizählig. Die Sepalen sind oval bis lanzettlich mit zugespitztem bis lang „ausgezogen“ oberen Ende und auf der Innenseite oft behaart oder papillös. Die seitlichen Sepalen können frei oder miteinander verwachsen sein. Die seitlichen Petalen sind kleiner als die Sepalen, manchmal nur fadenförmig. Die Lippe ist oval mit gerundetem oberen Ende; an ihrer Basis ist sie verschmälert und über einen Fuß mit der Säule verwachsen. Die Säule ist geflügelt und überwölbt an der Spitze das Staubblatt mit einer Kappe (Klinandrium). Das Staubblatt sitzt am Ende der Säule, ist gegenüber der Säulenachse hinabgebogen und enthält zwei Pollinien.

## Ökologie
Bei Anathallis sclerophylla wurden verschiedenste Insektenarten als Blütenbesucher beobachtet (Drosophila, Wespen, Pilzfliegen (Sciaridae) und Käfer), ohne dass festgestellt werden konnte, ob von diesen eine Bestäubung bewirkt wird.

## Standorte
Anathallis-Arten wachsen meist als Epiphyten in feuchten Wäldern in Höhenlagen von 200 bis 2700 Metern. Selten kommen auch terrestrische Arten vor.

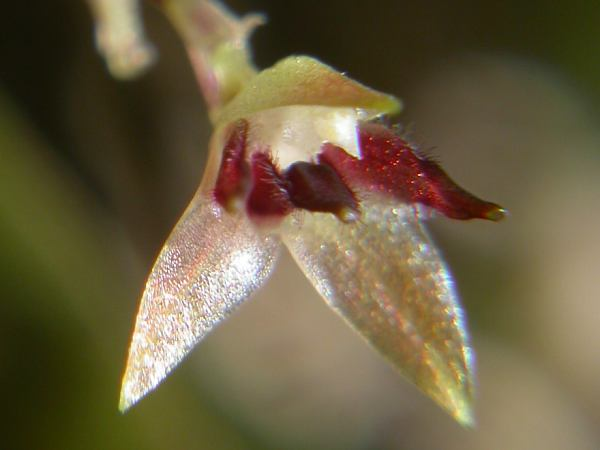
Anathallis adenochila

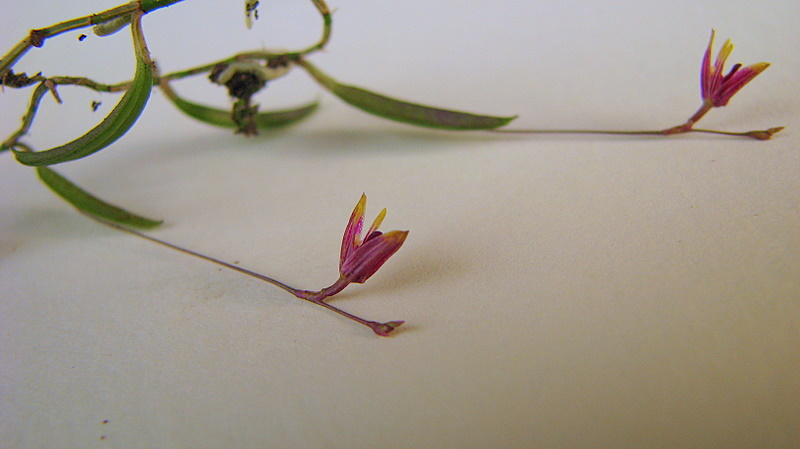
Anathallis articulata

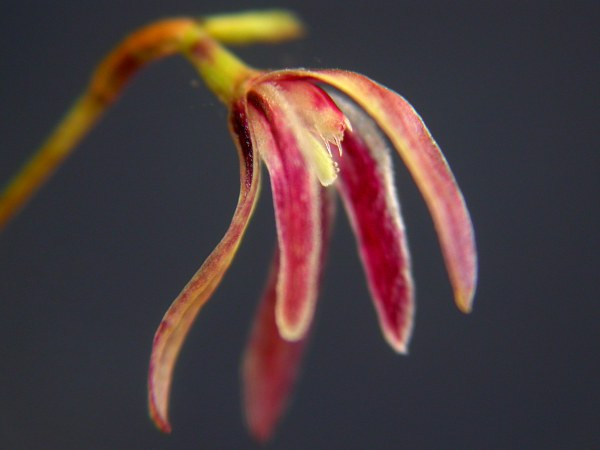
Anathallis bocainensis

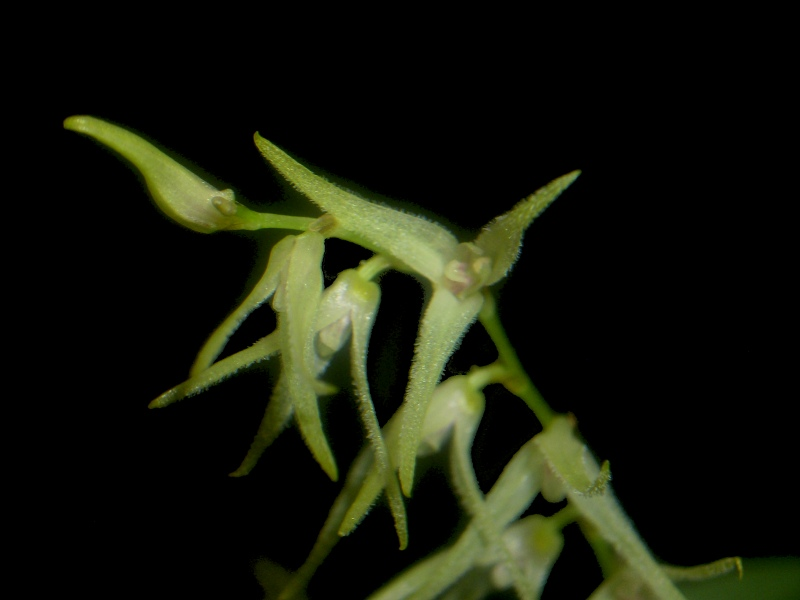
Anathallis dolichopus

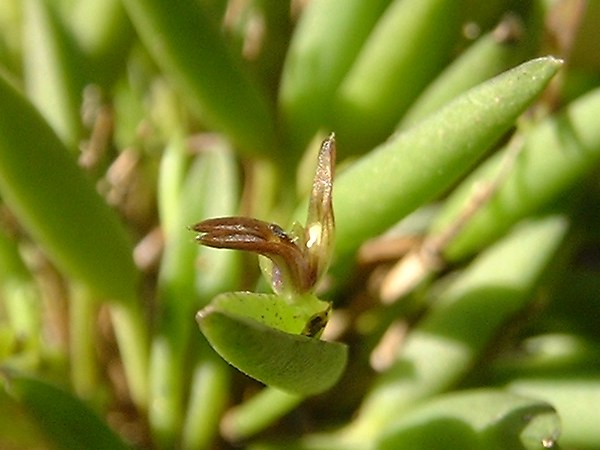
Anathallis guimaraensii

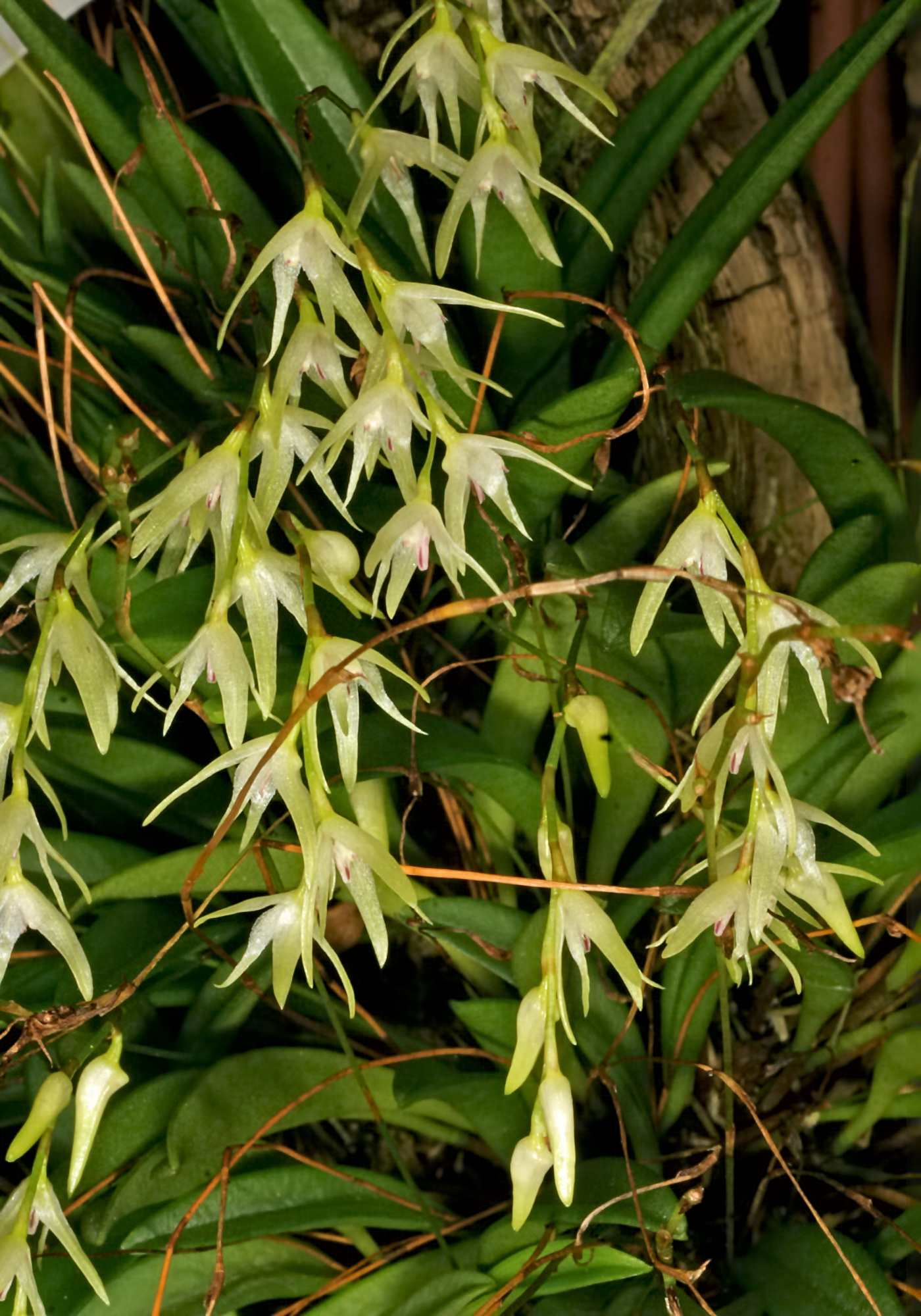
Anathallis linearifolia

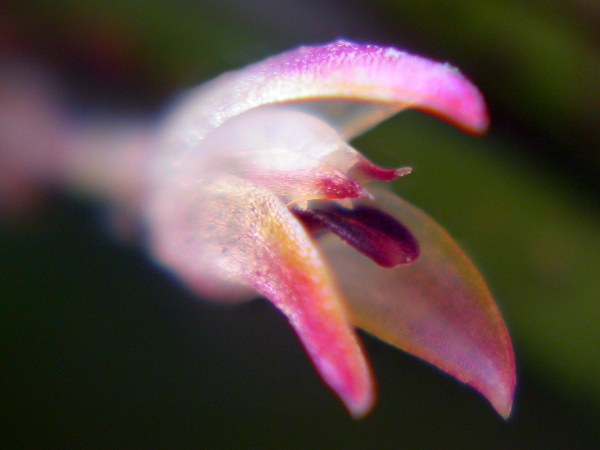
Anathallis microphyta

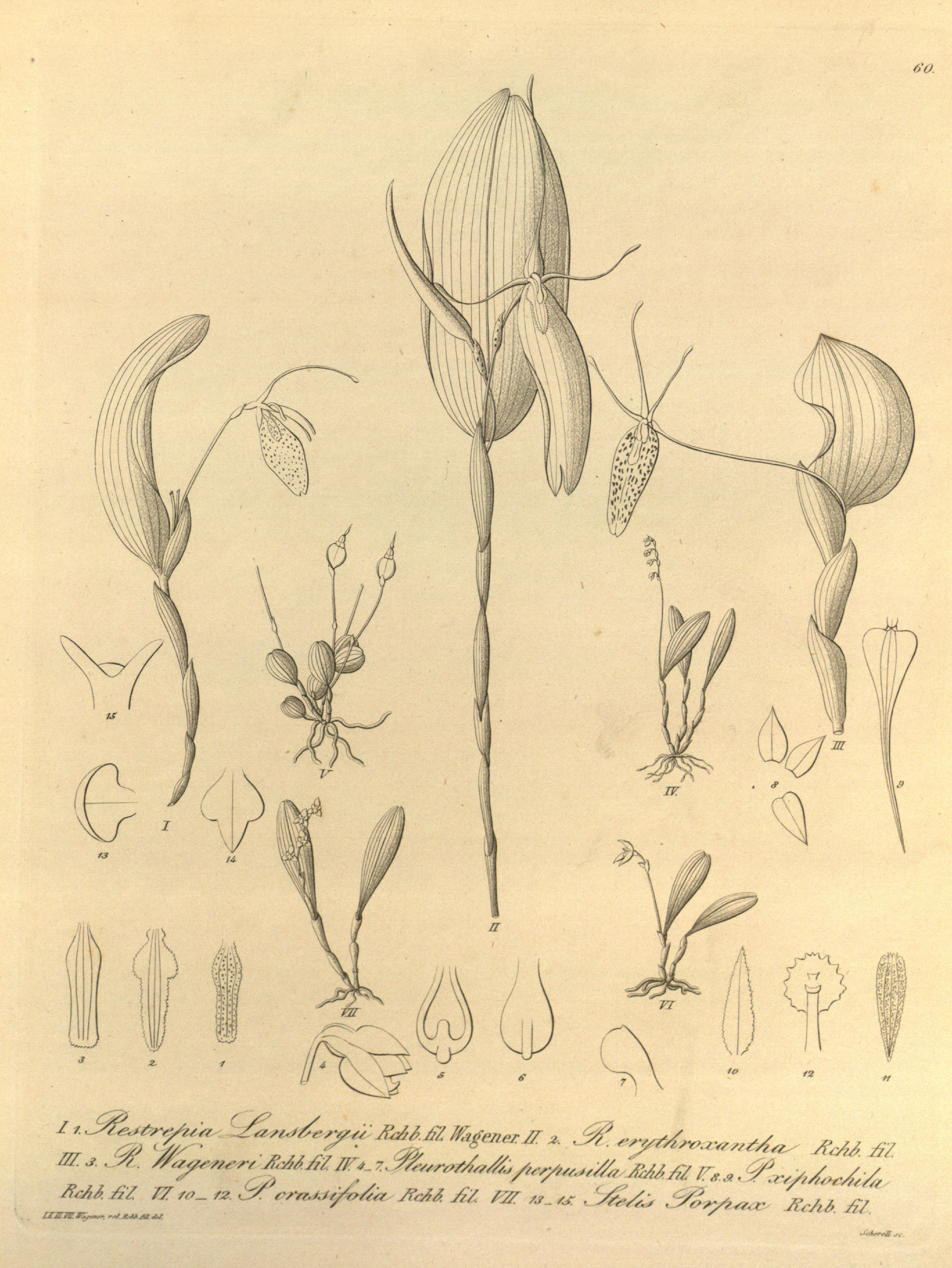
Illustration von: I-III: Restrepia-Arten, IV-V: Platystele und Trichosalpinx, VI: Anathallis minutalis (unten rechts) und VII: Stelis porpax

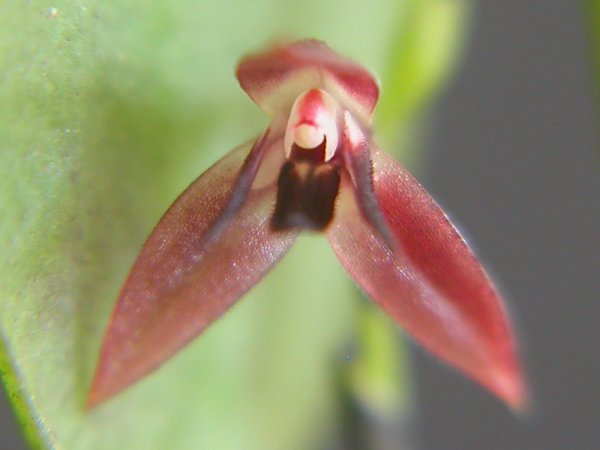
Anathallis modesta

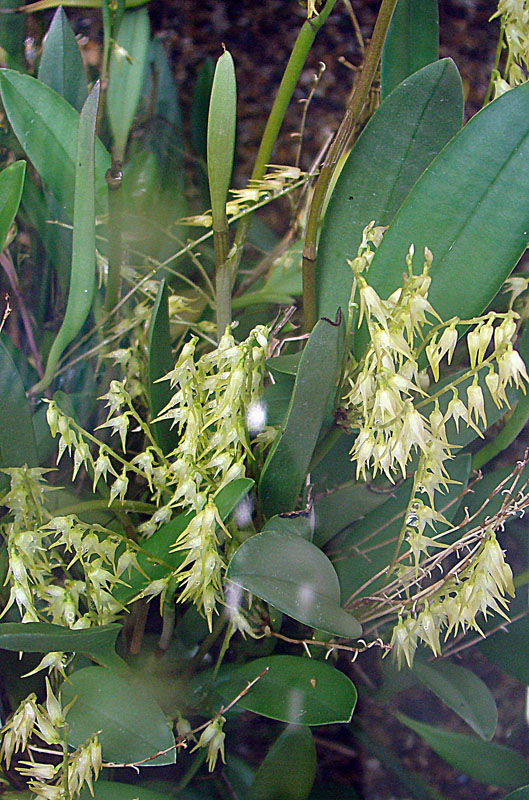
Anathallis obovata

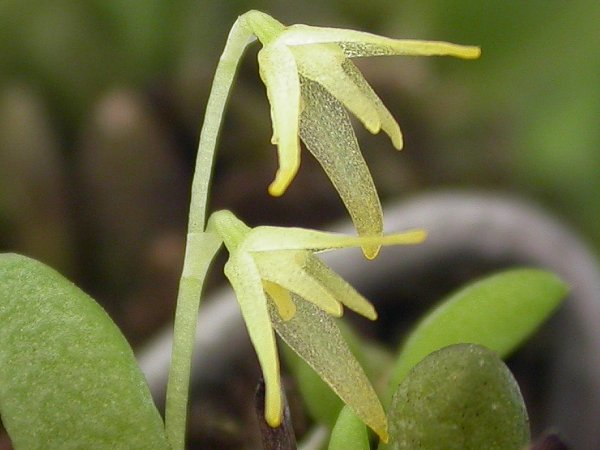
Anathallis ourobranquensis

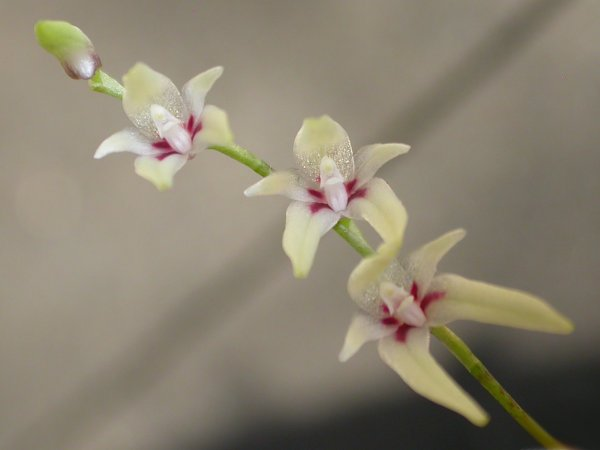
Anathallis pubipetala

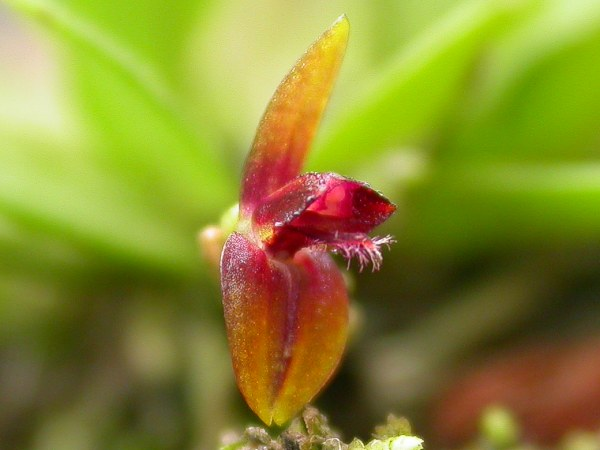
Anathallis rudolfii

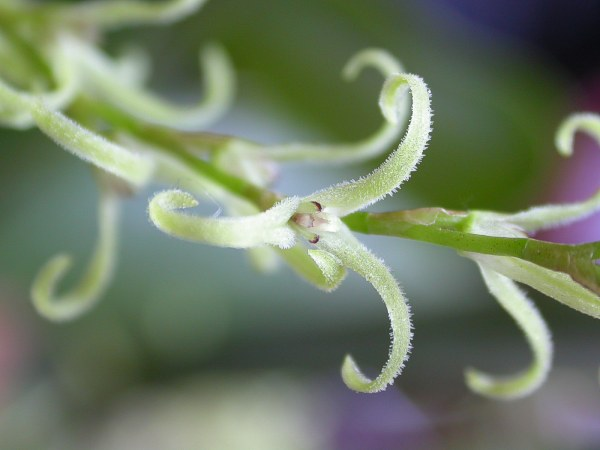
Anathallis sclerophylla

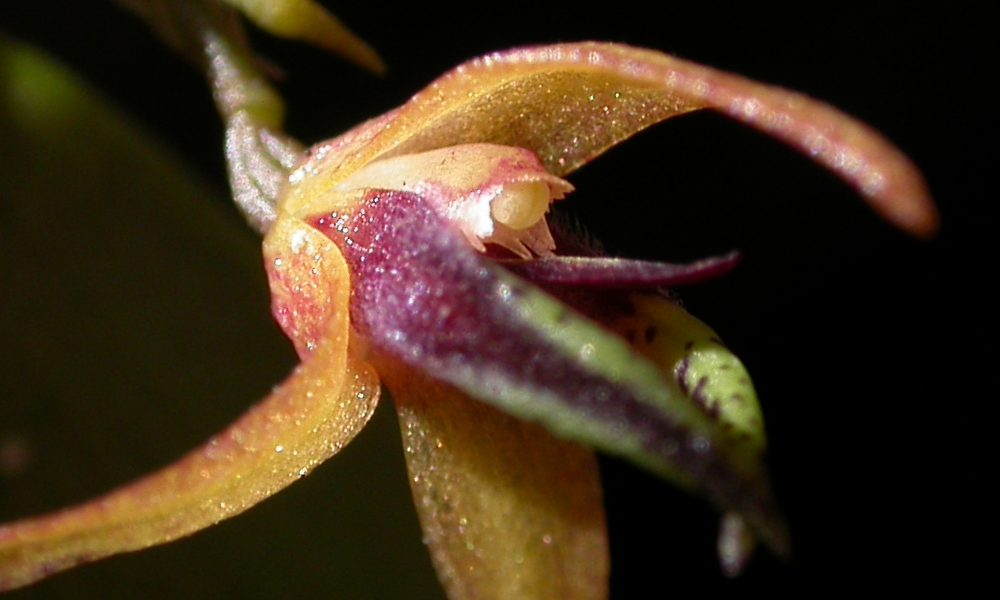
Anathallis tigridens

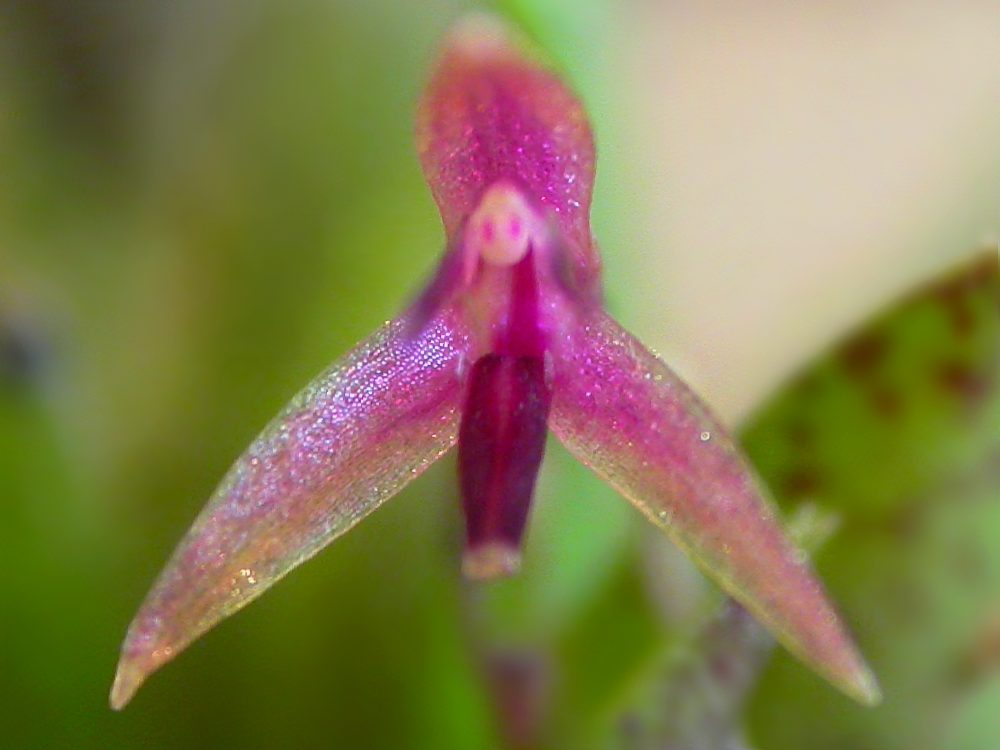
Anathallis welteri

## Systematik und Verbreitung
Die Gattung Anathallis wurde 1877 von João Barbosa Rodrigues in Genera et Species Orchidearum Novarum, 1, Seite 23 aufgestellt, lange Zeit aber nicht benutzt, weil die Arten zur verwandten Gattung Pleurothallis gezählt wurden. Aufgrund von genetischen Studien wurden die Arten aus dem Subgenus Specklinia, Sektion Muscosae und dem Subgenus Acuminatia aus der Gattung Pleurothallis ausgegliedert und unter dem schon vorhandenen Namen Anathallis zusammengefasst. Die nächsten Verwandten sind in den Gattungen Frondaria, Lepanthes, Trichosalpinx und Zootrophion. Weitere verwandte Gattungen finden sich in der Subtribus Pleurothallidinae.
Die Arten der Gattung Anathallis kommen vom südlichen Mexiko und auf Karibik südwärts durch Zentralamerika über die Nordhälfte Südamerikas bis nach Bolivien, Brasilien und Argentinien vor. 
Je nach Autor gibt eine unterschiedliche Anzahl von Arten:
- Anathallis abbreviata (Schltr.) Pridgeon & M.W.Chase: Mexiko und Guatemala
- Anathallis acuminata (Kunth) Pridgeon & M.W.Chase: Westliches Südamerika bis Venezuela
- Anathallis adenochila (Loefgr.) F.Barros: Bolivien und Brasilien
- Anathallis adrianae (Luer & Sijm) Karremans: Ecuador
- Anathallis amazonica E.M.Pessoa & M.Alves: Brasilien
- Anathallis anderssonii (Luer) Pridgeon & M.W.Chase: Ecuador
- Anathallis anfracta (Luer) Karremans: Kolumbien
- Anathallis angulosa (Luer & Hirtz) Luer: Ecuador
- Anathallis angustilabia (Schltr.) Pridgeon & M.W.Chase: Westliches Südamerika bis Venezuela
- Anathallis ariasii (Luer & Hirtz) Pridgeon & M.W.Chase: Peru
- Anathallis aristulata (Lindl.) Luer: Brasilien
- Anathallis articulata (Lindl.) Luer & Toscano: Brasilien
- Anathallis attenuata (Rolfe) Pridgeon & M.W.Chase: Peru
- Anathallis barbulata (Lindl.) Pridgeon & M.W.Chase: Mexiko bis tropisches Südamerika
- Anathallis bertoniensis (Hauman) Luer: Südöstliches Paraguay
- Anathallis bleyensis  (Pabst) F. Barros  : Brasilien
- Anathallis bocainensis (Porto & Brade) F.Barros & Barberena: Brasilien
- Anathallis bolsanelloi Chiron & V.P.Castro: Brasilien
- Anathallis brevipes (H. Focke) Pridgeon & M. W. Chase: Tropisches Südamerika
- Anathallis burzlaffiana (Luer & Sijm) Luer: Peru, Bolivien
- Anathallis cabeceirensis C.R.M.Silva & Campacci: Brasilien
- Anathallis carnosifolia (C.Schweinf.) Pridgeon & M.W.Chase: Peru
- Anathallis caroli (Schltr.) F.Barros & Barberena: Brasilien
- Anathallis carvalhoi (Luer & Toscano) Luer: Brasilien
- Anathallis casualis (Ames) Pridgeon & M.W.Chase: Costa Rica und Panama
- Anathallis caudatipetala (C.Schweinf.) Luer: Costa Rica bis westliches Südamerika
- Anathallis ciliolata (Schltr.) Pridgeon & M.W.Chase: Tropisches Südamerika
- Anathallis clandestina (Lindl.) Pridgeon & M.W.Chase: Venezuela, Ecuador
- Anathallis colnagoi (Pabst) F.Barros & L.R.S.Guim.: Brasilien
- Anathallis comayaguensis  (Ames) Pridgeon & M.W.Chase: Mexiko bis Honduras
- Anathallis concinna (Luer & R.Vásquez) Pridgeon & M.W.Chase: Bolivien
- Anathallis convallium (Kraenzl.) Karremans & Mel.Fernández: Brasilien
- Anathallis coripatae (Luer & R.Vásquez) Pridgeon & M. W. Chase: Bolivien
- Anathallis corticicola (Schltr. ex Hoehne) Pridgeon & M.W.Chase: Brasilien
- Anathallis crassapex Luer & Toscano: Brasilien
- Anathallis crebrifolia (Barb.Rodr.) Luer: Brasilien
- Anathallis cuspidata (Luer) Pridgeon & M.W.Chase: Costa Rica bis Ecuador
- Anathallis dalessandroi (Luer) Pridgeon & M.W.Chase: Ecuador
- Anathallis dantasii Luer, Toscano & Baptista: Brasilien
- Anathallis deborana (Carnevali & I.Ramírez) Carnevali & I.Ramírez: Südliches Venezuela
- Anathallis dimidia (Luer) Pridgeon & M.W.Chase: Westliches Südamerika bis Venezuela
- Anathallis dolichopus (Schltr.) Pridgeon & M.W.Chase: Sie wird auch als Stelis lamprophylla Karremans in die Gattung Stelis gestellt.[1]
- Anathallis dryadum (Schltr.) F.Barros: Brasilien
- Anathallis duplooyi (Luer & Sayers) Luer: Belize, Costa Rica
- Anathallis edmeiae F.J.de Jesus, Xim.Bols. & Chiron: Brasilien
- Anathallis endresii (Luer) Pridgeon & M.W.Chase: Costa Rica
- Anathallis escalerensis (Carnevali & Luer) Luer: Venezuela
- Anathallis eugenii (Pabst) Baumbach & Rysy: Brasilien
- Anathallis fastigiata (Luer & Toscano) Luer: Brasilien
- Anathallis ferdinandiana (Barb.Rodr.) F.Barros: Brasilien
- Anathallis fernandiana (Hoehne) F.Barros: Brasilien
- Anathallis flammea (Barb.Rodr.) F.Barros: Brasilien
- Anathallis fractiflexa (Ames & C.Schweinf.) Luer: Costa Rica und Panama
- Anathallis francesiana (Luer) Luer: Peru
- Anathallis funerea (Barb.Rodr.) Luer: Panama und tropisches Südamerika
- Anathallis gehrtii (Hoehne & Schltr.) F. Barros: Brasilien
- Anathallis gert-hatschbachii (Hoehne) Pridgeon & M.W.Chase: Brasilien
- Anathallis githaginea (Pabst & Garay) Pridgeon & M.W.Chase: Brasilien
- Anathallis globifera (Pabst) F.Barros & Barberena: Brasilien
- Anathallis gracilenta (Luer & R.Vásquez) Pridgeon & M.W.Chase: Bolivien
- Anathallis graveolens (Pabst) F.Barros: Brasilien
- Anathallis grayumii (Luer) Luer: Costa Rica und Panama
- Anathallis greenwoodii Soto Arenas & Salazar: Mexiko
- Anathallis guarujaensis  (Hoehne) F.Barros: Brasilien
- Anathallis guimaraensii (Brade) Luer & Toscano: Brasilien
- Anathallis gutfreundii Luer & Toscano: Brasilien
- Anathallis haberi (Luer) Solano & Soto Arenas: Costa Rica
- Anathallis helmutii (Hoehne) F.Barros: Südöstliches Brasilien
- Anathallis heloisae F.J.de Jesus, M.R.Miranda & Chiron: Brasilien
- Anathallis herpetophyton (Schltr.) Luer: Ecuador und Bolivien
- Anathallis holstii (Carnevali & I.Ramírez) Luer: Südliches Venezuela
- Anathallis humilis (C.Schweinf.) Luer: Venezuela und Brasilien
- Anathallis imberbis (Luer & Hirtz) Luer: Venezuela, Bolivien, Ecuador, Brasilien
- Anathallis imbricata (Barb.Rodr.) F.Barros & F.Pinheiro: Brasilien
- Anathallis inversa (Luer & R.Vásquez) Luer: Bolivien
- Anathallis involuta (L.O.Williams) Solano & Soto Arenas: Südwestliches Mexiko
- Anathallis iota (Luer) Pridgeon & M.W.Chase: Ecuador und Peru
- Anathallis jamaicensis (Rolfe) Luer: Jamaika
- Anathallis jesupiorum (Luer & Hirtz) Pridgeon & M.W.Chase: Ecuador
- Anathallis johnsonii Luer & Toscano: Argentinien
- Anathallis jordanensis  (Hoehne) F.Barros: Brasilien
- Anathallis kautskyi (Pabst) Pridgeon & M.W.Chase: Brasilien
- Anathallis kleinii (Pabst) Luer: Brasilien
- Anathallis klingelfusii Luer & Toscano: Brasilien
- Anathallis kuhniae (Luer) Luer: Peru
- Anathallis laciniata (Barb.Rodr.) Luer & Toscano: Südöstliches Brasilien
- Anathallis lagarophyta (Luer) Pridgeon & M.W.Chase: Peru
- Anathallis lasioglossa (Schltr.) Luer: Ecuador
- Anathallis lewisiae (Ames) Solano & Soto Arenas: Mexiko bis Panama
- Anathallis lichenophila (Porto & Brade) Luer: Brasilien
- Anathallis linearifolia (Cogn.) Pridgeon & M.W.Chase: Brasilien und Argentinien
- Anathallis liparanges (Rchb.f.) Luer: Brasilien
- Anathallis lobiserrata (Barb.Rodr.) Luer & Toscano: Brasilien
- Anathallis luteola Toscano: Die 2018 erstbeschriebene Art kommt in  Brasilien vor.[1]
- Anathallis maguirei (Luer) Pridgeon & M.W.Chase: Venezuela und Guayana
- Anathallis malmeana (Dutra ex Pabst) Pridgeon & M.W.Chase: Brasilien
- Anathallis manausensis Krahl, Valsko & Chiron: Brasilien
- Anathallis marginata (Barb.Rodr.) F.Barros & Barberena: Brasilien
- Anathallis mediocarinata (C. Schweinf.) Pridgeon & M.W.Chase: Peru und Bolivien
- Anathallis megaloophora (Luer) Pridgeon & M.W.Chase: Ecuador
- Anathallis meridana (Rchb.f.) Pridgeon & M.W.Chase: Kolumbien und Venezuela
- Anathallis microblephara (Schltr.) Pridgeon & M.W.Chase: Brasilien
- Anathallis microphyta (Barb.Rodr.) C.O.Azevedo & Van den Berg (Syn.: Anathallis microgemma (Schltr. ex Hoehne) Pridgeon & M.W.Chase, Anathallis paranaensis (Schltr.) Pridgeon & M.W.Chase): Brasilien und Argentinien
- Anathallis microtis (Schltr.) Karremans: Brasilien
- Anathallis miguelii (Schltr.) Pridgeon & M.W.Chase: Dominikanische Republik
- Anathallis millipeda (Luer) Luer: Kolumbien
- Anathallis minima (C.Schweinf.) Luer: Nördliches Südamerika
- Anathallis minutalis (Lindl.) Pridgeon & M.W.Chase: Mexiko, Guatemala, Costa Rica
- Anathallis montipelladensis  (Hoehne) F.Barros: Brasilien
- Anathallis muricaudata (Luer) Pridgeon & M.W.Chase: Panama, Kolumbien, Ecuador, Bolivien
- Anathallis muscoidea (Lindl.) F.Barros & Barberena: Brasilien
- Anathallis nanifolia (Foldats) Luer: Venezuela, Ecuador, Brasilien
- Anathallis napintzae (Luer & Hirtz) Karremans: Ecuador
- Anathallis nectarifera Barb.Rodr.: Brasilien
- Anathallis oblanceolata (L.O.Williams) Solano & Soto Arenas: Mexiko
- Anathallis obovata (Lindl.) Pridgeon & M.W.Chase: Tropisches Amerika
- Anathallis ordinata (Luer & Dodson) Luer: Ecuador
- Anathallis ourobranquensis Campacci & Menini: Brasilien
- Anathallis ova-trochilorum Luer & Toscano: Brasilien
- Anathallis pabstii (Garay) Pridgeon & M.W.Chase: Brasilien
- Anathallis pachyphyta (Luer) Pridgeon & M.W.Chase: Ecuador und Peru
- Anathallis papuligera (Schltr.) Pridgeon & M.W.Chase: Bolivien
- Anathallis paranapiacabensis  (Hoehne) F.Barros: Brasilien
- Anathallis paula Luer & Toscano: Brasilien
- Anathallis pemonum (Carnevali & I.Ramírez) G.A.Romero, Carnevali & Toscano: Südliches Venezuela
- Anathallis peroupavae (Hoehne & Brade) F.Barros: Brasilien
- Anathallis petersiana (Schltr.) Pridgeon & M.W.Chase: Brasilien
- Anathallis petropolitana (Hoehne) Luer & Toscano: Brasilien
- Anathallis pilipetala Luer & Toscano: Brasilien
- Anathallis piratiningana (Hoehne) F.Barros: Brasilien
- Anathallis platystylis (Schltr.) Pridgeon & M. W. Chase: Sie wird auch als Stelis platystylis (Schltr.) Solano & Soto Arenas in die Gattung Stelis gestellt.[1]
- Anathallis polygonoides (Griseb.) Pridgeon & M.W.Chase: Trinidad bis tropisches Südamerika
- Anathallis pubipetala (Hoehne) Pridgeon & M.W.Chase: Brasilien
- Anathallis pusilla (Barb.Rodr.) F.Barros: Guayana und Brasilien
- Anathallis puttemansii (Hoehne) F.Barros: Brasilien
- Anathallis rabei (Foldats) Luer: Venezuela bis Peru
- Anathallis radialis (Porto & Brade) Pridgeon & M. W. Chase: Brasilien
- Anathallis ramulosa (Lindl.) Pridgeon & M.W.Chase: Venezuela, Kolumbien und Ecuador
- Anathallis recurvipetala (Barb.Rodr.) Luer & Toscano: Brasilien
- Anathallis reedii (Luer) F.Barros: Brasilien
- Anathallis regalis (Luer) Pridgeon & M.W.Chase: Ecuador
- Anathallis reptilis (Luer & Dalström) Luer: Ecuador
- Anathallis ricii (Luer & R.Vásquez) Luer: Bolivien
- Anathallis roseopapillosa E.M.Pessoa & Valsko: Brasilien
- Anathallis rubens (Lindl.) Pridgeon & M.W.Chase: Westliches Südamerika bis Brasilien
- Anathallis rubrolimbata (Hoehne) Luer & Toscano: Südöstliches Brasilien
- Anathallis rudolfii (Pabst) Pridgeon & M.W.Chase: Brasilien
- Anathallis sanchezii (Luer & Hirtz) Luer: Ecuador
- Anathallis sansoniana Chiron & Guiard: Brasilien
- Anathallis scariosa (Lex.) Pridgeon & M.W.Chase: Mexiko
- Anathallis schlimii (Luer) Pridgeon & M.W.Chase: Kolumbien
- Anathallis sclerophylla (Lindl.) Pridgeon & M.W.Chase: Tropisches Südamerika
- Anathallis seidelii Luer, Toscano & Baptista: Brasilien
- Anathallis sertularioides (Sw.) Pridgeon & M.W.Chase: Mexiko bis tropisches Amerika
- Anathallis simpliciglossa (Loefgr.) Pridgeon & M.W.Chase: Südliches Brasilien
- Anathallis smaragdina (Luer) Pridgeon & M.W.Chase: Ecuador
- Anathallis soratana (Rchb.f.) Pridgeon & M.W.Chase: Bolivien
- Anathallis sororcula (Schltr.) Luer: Brasilien
- Anathallis spannageliana (Hoehne) Pridgeon & M.W.Chase: Brasilien
- Anathallis spathilabia (Schltr.) Pridgeon & M.W.Chase: Kolumbien und Ecuador
- Anathallis spathuliformis (Luer & R.Vásquez) Pridgeon & M.W.Chase: Bolivien
- Anathallis spiculifera (Lindl.) Luer: Trinidad-Tobago bis Brasilien
- Anathallis steinbuchiae (Carnevali & G.A.Romero) Luer: Venezuela
- Anathallis stenophylla (F. Lehm. & Kraenzl.) Pridgeon & M.W.Chase: Westliches Südamerika
- Anathallis subnulla (Luer & Toscano) F.Barros: Brasilien
- Anathallis taracuana (Schltr.) F.Barros & Barberena: Nördliches Brasilien
- Anathallis tigridens (Loefgr.) Luer & Toscano: Brasilien
- Anathallis trullilabia (Pabst) F.Barros: Brasilien
- Anathallis unduavica (Luer & R.Vásquez) Pridgeon & M.W.Chase: Bolivien
- Anathallis vasconcelosiana Campacci & C.R.M.Silva: Die 2018 erstbeschriebene Art kommt in Brasilien vor.[1]
- Anathallis vasquezii (Luer) Pridgeon & M.W.Chase: Bolivien
- Anathallis velvetina Luer & Toscano: Brasilien
- Anathallis vestita (Kraenzl.) Pridgeon & M.W.Chase: Brasilien
- Anathallis vitorinoi (Luer & Toscano) Luer & Toscano: Brasilien
- Anathallis welteri (Pabst) F.Barros: Brasilien
- Anathallis ypirangae (Kraenzl.) Pridgeon & M.W.Chase: Brasilien